# 2. Inline-Skaterhockey-Bundesliga 2013
Die Saison 2013 ist eine Spielzeit der zweithöchsten Liga im deutschen Inline-Skaterhockey und beginnt am 9. März 2013 in der Nordstaffel mit den Partien Salt City Boars Lüneburg gegen die Bissendorfer Panther sowie Mendener Mambas gegen Sauerland Steel Bulls. Es nehmen 20 Mannschaften an der von der ISHD organisierten Liga teil. Davon jeweils zehn in beiden Staffeln.

## Teilnehmer

### 2. Bundesliga Nord
| Klub                     | Standort           | Vorjahr                         |                                 |
| ------------------------ | ------------------ | ------------------------------- | ------------------------------- |
| Crash Eagles Kaarst      | Kaarst             | Absteiger aus der 1. Bundesliga |                                 |
| MO Buffalos Berlin       | Berlin             | 7.                              |                                 |
| Bissendorfer Panther II  | Wedemark           | 6.                              |                                 |
| Sauerland Steel Bulls    | Lüdenscheid        | Aufsteiger aus der Regionalliga | Aufsteiger aus der Regionalliga |
| DW Kassel Wizards        | Baunatal           | Aufsteiger aus der Regionalliga |                                 |
| Crefelder SC II          | Krefeld            | Aufsteiger aus der Regionalliga |                                 |
| Mendener Mambas          | Menden (Sauerland) | 5.                              |                                 |
| Salt City Boars Lüneburg | Lüneburg           | 2.                              |                                 |
| Hannover Hurricanez      | Hannover           | Aufsteiger aus der Regionalliga |                                 |
| Bockumer Bulldogs        | Krefeld            | Aufsteiger aus der Regionalliga |                                 |

### 2. Bundesliga Süd
| Klub                      | Standort      | Vorjahr                         |                                 |
| ------------------------- | ------------- | ------------------------------- | ------------------------------- |
| IHC Atting                | Straubing     | 2.                              |                                 |
| TSV Bernhardswald         | Bernhardswald | 5.                              |                                 |
| Düsseldorf Rams           | Düsseldorf    | Absteiger aus der 1. Bundesliga | Absteiger aus der 1. Bundesliga |
| Badgers Spaichingen       | Spaichingen   | 4.                              |                                 |
| Freiburg Beasts           | Freiburg      | 6.                              |                                 |
| Dragons Heilbronn         | Heilbronn     | Aufsteiger aus der Regionalliga |                                 |
| Donau Crocodiles          | Donaustauf    | Aufsteiger aus der Regionalliga |                                 |
| HC Merdingen              | Merdingen     | 3.                              |                                 |
| Commanders Velbert        | Velbert       | 7.                              |                                 |
| TSV Schwabmünchen Mammuts | Schwabmünchen | Meister                         |                                 |

## Hauptrunde

### 2. Bundesliga Nord
|     | Mannschaft               | Sp | G  | GP | U | VP | V  | Tore    | +/− | P  |
| --- | ------------------------ | -- | -- | -- | - | -- | -- | ------- | --- | -- |
| 1.  | Crash Eagles Kaarst      | 18 | 12 | 1  | 0 | 0  | 05 | 150:105 | +45 | 38 |
| 2.  | Salt City Boars Lüneburg | 18 | 08 | 5  | 0 | 2  | 03 | 112:094 | +18 | 36 |
| 3.  | Berlin Buffalos          | 18 | 10 | 1  | 0 | 1  | 06 | 145:119 | +26 | 33 |
| 4.  | DW Kassel Wizards        | 18 | 09 | 3  | 0 | 0  | 06 | 105:79  | +26 | 33 |
| 5.  | Hannover Hurricanez      | 18 | 08 | 1  | 0 | 3  | 06 | 132:105 | +27 | 29 |
| 6.  | Sauerland Steel Bulls    | 18 | 08 | 2  | 0 | 1  | 07 | 144:138 | +06 | 29 |
| 7.  | Crefelder SC II          | 18 | 07 | 1  | 0 | 1  | 09 | 098:127 | −29 | 24 |
| 8.  | Bockumer Bulldogs        | 18 | 05 | 0  | 0 | 3  | 10 | 101:152 | −51 | 18 |
| 9.  | Bissendorfer Panther II  | 18 | 05 | 0  | 0 | 1  | 12 | 095:148 | −53 | 16 |
| 10. | Mendener Mambas          | 18 | 03 | 1  | 0 | 3  | 11 | 126:141 | −51 | 14 |

### 2. Bundesliga Süd
|     | Mannschaft            | Sp | G  | GP | U | VP | V  | Tore    | +/− | P  |
| --- | --------------------- | -- | -- | -- | - | -- | -- | ------- | --- | -- |
| 1.  | IHC Atting            | 18 | 14 | 0  | 0 | 1  | 03 | 163:088 | +75 | 43 |
| 2.  | Düsseldorf Rams       | 18 | 13 | 0  | 0 | 0  | 05 | 139:068 | +71 | 39 |
| 3.  | TSV Schwabmünchen     | 18 | 12 | 0  | 0 | 2  | 04 | 173:115 | +58 | 38 |
| 4.  | Badgers Spaichingen   | 18 | 09 | 1  | 0 | 0  | 08 | 105:119 | −14 | 29 |
| 5.  | HC Merdingen          | 18 | 05 | 6  | 0 | 0  | 07 | 145:149 | −04 | 27 |
| 6.  | Freiburg Beasts       | 18 | 08 | 0  | 0 | 2  | 08 | 118:147 | −29 | 26 |
| 7.  | Commanders Velbert    | 18 | 07 | 1  | 0 | 0  | 10 | 158:144 | +14 | 23 |
| 8.  | TSV Bernhardswald     | 18 | 07 | 0  | 0 | 1  | 10 | 105:121 | −16 | 22 |
| 9.  | Dragons Heilbronn     | 18 | 03 | 1  | 0 | 1  | 13 | 080:147 | −67 | 12 |
| 10. | Crocodiles Donaustauf | 18 | 03 | 0  | 0 | 2  | 13 | 077:165 | −88 | 11 |

## Trivia
Eishockey Profis, die in dieser Saison in der 2. Inline-Skaterhockey Bundesliga spielten:
- Marcel Müller (MODO Hockey) für die Berlin Buffalos.
- Adrian Grygiel (Grizzly Adams Wolfsburg) für die Bockumer Bulldogs.
- Christian Hommel (Iserlohn Roosters) für die Sauerland Steel Bulls.
- Alexej Dmitriev (Bietigheim Steelers) für die Sauerland Steel Bulls.
- Vincent Schlenker (Eisbären Berlin) für die Badgers Spaichingen.
- René Röthke (Straubing Tigers) für den IHC Atting.

Außerdem kam es zu der Bekanntmachung, dass Thomas Greilinger (ERC Ingolstadt) für die Sauerland Steel Bulls verpflichtet wurde. Es kam allerdings nicht zu einem Einsatz.